# Carl Martin Heurlin
Carl Martin Heurlin, född 6 februari 1860 i Tängs socken i Skaraborgs län, död 16 oktober 1936 i Örgryte församling, Göteborg, var en svensk socialdemokratisk pionjär och skräddarmästare.

## Biografi
Heurlin var son till lantbrukaren Johannes Andersson Brandt och Maja Greta Jakobsdotter. Han sattes vid 10 års ålder i skräddarlära, först i hemsocknen och senare i Lidköping. Våren 1877 kom han som utlärd skräddargesäll till Göteborg. Han blev skräddarmästare 1882 och startade egen rörelse, då han på grund av sin politiska agitation inte kunde finna anställning. Denna rörelse drev han till 1924, då han måste sluta på grund av ohälsa. Han var gift med Selma Josefina Heurlin, född Claesdotter (död 1922), och bodde som pensionär på Örgrytehemmet i Göteborg.
De socialdemokratiska idéerna presenterades första gången offentligt av skräddarmästaren August Palm med ett föredrag i Malmö 6 november 1881. På nyåret 1882 talade Palm första gången i Göteborg och hade då Heurlin som kontaktperson och stöttepelare. Som en följd av Palms agitation bildade skräddarna i Göteborg den 10 augusti 1882 en fackförening, den första i Göteborg. Heurlin var då den tongivande initiativtagaren.
Två år senare tog Heurlin och Henrik Menander, som vid denna tid arbetade som korkskärare i Göteborg, initiativet till Sveriges första socialdemokratiska organisation Arbetareklubben i Göteborg (bytte namn senare samma år till Socialdemokratiska föreningen). Den bildades 14 april 1884 i Heurlins verkstad vid Kyrkogatan 33 i Göteborg. Av de 14 stiftande medlemmarna var 12 godtemplare. Heurlin valdes här till ordförande.
Under pseudonymen Martin författade Heurlin ett antal politiska pamfletter. Den mest spridda, Socialismens katekes, skall ha gått ut i 10 upplagor.
Carl Martin Heurlin är jämte sin hustru gravsatt på Östra kyrkogården i Göteborg.
Heurlins plats i Göteborg är uppkallad efter honom.